# Mátyás Rákosi

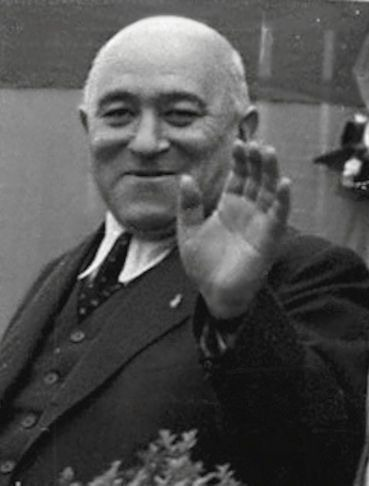
Chân dung Thủ tướng Rákosi Mátyás

Mátyás Rákosi (9 tháng 3 năm 1892- 5 tháng 2 năm 1971), tên khai sinh là Mátyás Rosenfeld, là một nhà chính trị, nhà hoạt động cách mạng theo Chủ nghĩa Cộng sản Hungary, sinh ra ở vùng đất mà ngày nay là Serbia. Ông là nhà lãnh đạo trên thực tế của Cộng hoà Nhân dân Hungary từ năm 1945 đến năm 1956 — trên cương vị là Tổng bí thư của Đảng Cộng sản Hungary (1945–1948) và sau đó là Tổng bí thư của Đảng Công nhân Hungary (1948–1956). Chính phủ của ông được xem là một chế độ độc tài theo kiểu Stalin.
Nguyên Ngoại trưởng Liên bang Xô viết Vyacheslav Mikhailovich Molotov có nhìn nhận về Mátyás - lãnh đạo Hungary trong nhiều năm sau khi Chiến tranh thế giới thứ hai (1939 - 1945) kết thúc - như sau:
| “                    | Rakosi cũng là một người tốt… nhưng cũng có những điểm yếu: ông ấy đã muốn thành Stalin ở Hungary... Thế là quá đà, thế là quá đà… Nhưng ông ấy cũng đã có những công lao. Từng bị kẻ thù bắt ở tù… | ” |
| — Vyacheslav Molotov | |   |

Năm 1953, ông trở thành Thủ tướng của Cộng hoà Nhân dân Hungary. Tuy nhiên, ít lâu sau, năm 1953 nhà cải cách Nagy Imre thay thế Rákosi Mátyás, "Học trò ưu tú nhất người Hungary của Stalin", làm Thủ tướng. Vì là một lãnh tụ rất có tính nguyên tắc nên ông bất hòa với Imre - vị Thủ tướng theo đường lối cải tổ. Năm 1956, Mátyás sang cư ngụ tại thành phố Gorky (tức Nhizhnhi Novgorod ngày nay) thuộc Liên bang Xô viết. Mãi đến năm 1970, theo yêu cầu của Chính phủ Hungary đương thời, ông có thể về nước nhưng không được can dự vào nền chính trị. Tuy nhiên, Mátyás đã không chấp thuận yêu cầu này. Năm sau (1971), ông qua đời sau nhiều năm sống tại nước ngoài.
Nhà báo Hoa Kỳ John Gunther mô tả Rákosi là "người hiểm ác nhất mà tôi đã từng gặp trong hoạt động chính trị."

## Tuổi trẻ
Rákosi Mátyás chào đời tại Ada, một ngôi làng thuộc hạt Bács (ngày nay là Vojvodina, Serbia) thuộc đế quốc Áo-Hung. Ông sinh ra trong một gia đình người Do Thái nghèo, là con thứ tư của một người bán tập phẩm (mẹ ông sẽ sinh thêm bảy người con nữa). Về sau, ông hoàn toàn không còn tin vào Do Thái giáo nữa, mà trở thành một người Cộng sản vô thần.
Trong cuộc Chiến tranh thế giới thứ nhất (1914 - 1918), ông làm lính trong Quân đội Áo-Hung và bị bắt tại Mặt trận phía Đông. Sau khi về Hungary, ông tham gia vào Chính phủ Cộng hoà Xô viết Hungary do Kun Béla đứng đầu. Sau khi chính phủ này sụp đổ, Mátyás lại phải rời khỏi Hungary, cuối cùng ông đến Liên Xô. Sau khi về Hungary năm 1924 Mátyás bị bắt giam. Đến năm 1940, để lấy lại những lá cờ của phong trào cách mạng Hungary (1848 - 1849) bị Quân đội Nga cướp lấy tại Világos năm 1849, Chính phủ Vương quốc Hungary đã phóng thích ông và gửi ông tới Liên Xô. Tại Liên bang Xô viết, ông trở thành lãnh đạo của Quốc tế thứ ba. Vào ngày 30 tháng 1 năm 1945, Chính phủ Liên Xô gửi ông về Debrecen, Hungary, để thành lập Đảng Cộng sản.

## Nhà lãnh đạo của Hungary
Khi chính phủ cộng sản lên nắm quyền tại Hungary, Mátyás được bầu làm Tổng bí thư của Đảng Cộng sản Hungary (MKP). Ông là một thành viên của Hội đồng Quốc gia Tối cao từ ngày 27 tháng 9 cho đến ngày 7 tháng 12 năm 1945. Mátyás còn là Thủ tướng từ ngày 1 tháng 2 tới ngày 4 tháng 2 năm 1946 và vào 31 tháng 5 năm 1947. Năm 1948, Đảng Cộng sản và Đảng Dân chủ Xã hội thống nhất với nhau, trở thành Đảng Công nhân Hungary (MDP).

### Chính sách chính trị và giáo dục
Mátyás tự nhận mình là "học trò ưu tú nhất của lãnh tụ Stalin ở Hungary" và "học trò ưu tú nhất của lãnh tụ Stalin." Ông cũng loại trừ những đối thủ không theo Chủ nghĩa của mình bằng chiến thuật cắt lát salami.
Trong thời gian cầm quyền của mình, Mátyás bắt chước những chính sách kinh tế và chính trị của lãnh tụ Liên Xô Iosif Vissarionovich Stalin. Người ta gọi ông là "tên giết người công khai". Cộng hòa Nhân dân Hungary được xem là quốc gia có một trong những chính phủ hà khắc nhất ở châu Âu thời bấy giờ. Khoảng 350 nghìn công chức và trí thức bị sát hại từ năm 1948 đến năm 1956. Cảnh sát An ninh (ÁVH) bắt đầu một loạt các cuộc thanh trừng hơn 7000 người phản đối, những người bị chụp cho cái mũ là "theo Chủ nghĩa Tito", "theo định hướng của Nam Tư", hay "điệp viên phương Tây", và bị buộc phải thú tội trong những phiên xử án điểm, sau đó họ bị đưa tới một trại ở phía đông Hungary. Ông đã loại trừ được đối thủ chính trị là Bộ trưởng Bộ Nội vụ Rajk László, xử tử László vào ngày 15 tháng 10 năm 1949. Việc học tiếng Nga và định hướng chính trị Cộng sản là bắt buộc tại các trường học và đại học trên cả nước. Các trường tôn giáo bị quốc hữu hoá và các lãnh đạo Giáo hội bị thay thế bởi những người trung thành với chính phủ. Năm 1949 lãnh đạo Giáo hội Ki-tô giáo Hungary, Hồng y Giáo chủ József Mindszenty, bị bắt giữ và kết án tù chung thân vì tội phản bội.
Vào tháng 8 năm 1952, ông trở thành Thủ tướng nước Cộng hoà Nhân dân Hungary. Ít lâu sau, lãnh tụ Liên Xô Stalin qua đời (1953). Theo sách Lịch sử Quan hệ Quốc tế hiện đại 1945-2000 của Nhà xuất bản Giáo dục, vào tháng 6 năm 1953 ban lãnh đạo Hungary được mời sang thủ đô Moskva và chính lãnh đạo Liên Xô đã đề nghị Mátyás phải nhường chức Thủ tướng cho Nagy Imre - một người theo đường lối cải cách. Tuy nhiên, Mátyás không cam chịu thất thế. Ngoài ra, ông vẫn còn giữ chức Tổng bí thư Đảng Công nhân Hungary. Thế là ông tìm cách làm cho Imre bị mất chức Thủ tướng. Ngày 9 tháng 3 năm 1955, Ủy ban Trung ương của Đảng Công nhân Hungary đã kết tội Imre là "một tên hữu khuynh". Theo bước Mátyás, tờ báo Hungary cũng thay nhau công kích Imre. Imre bị cáo buộc là kẻ chịu đã khiến cho nền kinh tế đất nước gặp khó khăn và vào ngày 18 tháng 4 sau một nghị quyết, Hội đồng Quốc gia nhất trí sa thải Imre. Mặc dù Mátyás không trở lại làm Thủ tướng, ông nhanh chóng đưa tình hình đất nước quay trở lại tình hình trước đó.

### Chính sách kinh tế

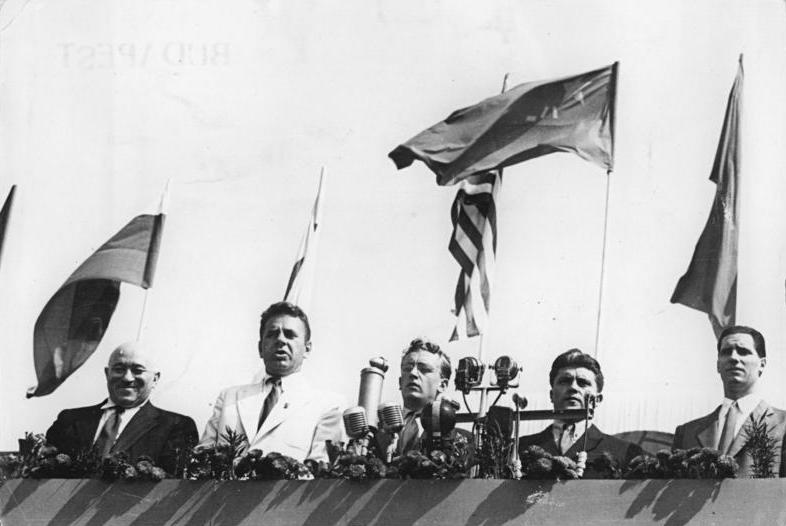
Rákosi Mátyás trong ngày lễ thiếu nhi và học sinh thế giới lần thứ hai.

Sau Chiến tranh thế giới thứ hai (1939 - 1945), nền kinh tế Hungary gặp phải những chuyển biến phức tạp. Thay đổi quan trọng nhất là nhiều vật có giá trị bị phá hoại trong chiến tranh (40% tài sản của đất nước, bao gồm tất cả những cây cầu, trạm xe lửa, nguyên liệu, máy móc,...) Theo điều 12 của Hiệp định đình chiến ngày 20 tháng 1 năm 1945, Hungary đồng ý trả bồi thường chiến tranh xấp xỉ 300 triệu đô la Mỹ bằng hàng hóa cho Liên Xô, Tiệp Khắc và Nam Tư trong 6 năm. Việc nộp tiền bồi thường chiến tranh này cũng nhằm mục đích ủng hộ các đơn vị đồn trú Liên Xô. Năm 1946, Ngân hàng Quốc gia Hungary ước lượng cái giá của số tiền bồi thường là "từ 19 đến 22% thu nhập quốc gia hàng năm". Thế nhưng, sau một vụ siêu lạm phát lớn nhất trong lịch sử thế giới, đơn vị tiền tệ mới đã được ổn định vào tháng 8 năm 1946 dựa trên nền tảng những kế hoạch của Đảng Cộng sản và Đảng Dân chủ Xã hội. Trong khi sản lượng hàng hoá tiêu dùng hãy còn ở mức thấp, sản lượng công nghiệp vượt mức 40% trong các năm 1938, năm 1949 và tăng gấp ba lần vào năm 1953.
Dù vậy, ngành công nghiệp nhẹ lạc hậu đã dẫn đến tình trạnh thiếu thốn thường xuyên, đặc biệt là ở các tỉnh, khiến cho dân chúng bất mãn. Thêm vào đó, việc cung cấp hàng tiêu dùng ngày càng hạn chế sau khi khi Chiến tranh Triều Tiên bùng nổ, vì Nhà nước Hungary giành những khoản đầu tư lớn vào lĩnh vực quân sự. Việc Hungary tham gia vào khối COMECON (Hội đồng Tương trợ Kinh tế) do Liên Xô bảo trợ, khiến nước này không thể thực hiện quan hệ thương mại với phương Tây hay nhận viện trợ từ Kế hoạch Marshall. Dù thu nhập trên đầu người của quốc gia có tăng trong thời kỳ đầu thập niên 1950, tiêu chuẩn sống suy giảm. Những khoản khấu trừ thu nhập lớn để chi cho việc đầu tư vào công nghiệp làm tiêu chuẩn sống sụt giảm; quản lý kém tạo ra sự thiếu hụt kinh niên với những mặt hàng thực phẩm thiết yếu dẫn tới việc phải phân phối bánh mì, đường, bột mì và thịt theo tem phiếu. Việc bắt buộc mua trái phiếu nhà nước càng làm giảm thu nhập cá nhân. Kết quả là thu nhập thực tế của công nhân và người lao động năm 1952 chỉ bằng hai phần ba mức năm 1938, trong khi năm 1949, tỷ lệ này là 90%. Những chính sách đó tạo ra một hậu quả xấu, và càng làm tăng sự bất bình khi nợ nước ngoài gia tăng và dân chúng phải chịu sự thiếu hụt hàng hoá.
Trong công cuộc công nghiệp hoá đất nước, nhân dân Hungary đã đạt được nhiều thành tựu nổi bật và đáng ghi nhớ trong lịch sử. Bên cạnh, để làm cân bằng lại nền kinh tế và tránh sự bất mãn, dù đặc ứng, năm 1953 chính quyền đưa ra các phương sách nhằm phát triển các nền nông nghiệp và công nghiệp nhẹ.

## Qua đời
Dưới áp lực của Bộ chính trị Liên Xô, Mátyás từ chức Tổng bí thư vào tháng 6 năm 1956, ít lâu sau khi Nikita Sergeyevich Khrushchyov đọc bài báo cáo "Về sùng bái cá nhân và những hậu quả của nó". Ngày 21 tháng 7 năm 1956 đưa Gerő Ernő thay thế Mátyás. Tới lượt Gerő Ernő đưa Nagy Imre trở lại lãnh đạo chính phủ. Sau đó Bộ chính trị Liên Xô đưa ông sang Liên bang Xô viết vào năm 1956 (ngay sau cuộc nổi dậy 1956), với lý do chính thức là ông "cần được dưỡng bệnh." Trong quãng đời còn lại, ông sinh sống tại Cộng hoà Xã hội Chủ nghĩa Xô viết Kirghizia. Ít lâu trước mất, năm 1970, chính phủ Hungary yêu cầu Mátyás trở về Hungary nhưng không được tham gia vào bất cứ một hoạt động chính trị nào. Ông đã không làm theo yêu cầu này, và vẫn sống tại Liên Xô cho tới khi qua đời tại thành phố Gorky năm 1971. Sinh thời, ông đã kết hôn với Theodora Fedorovna Kornilova.
Sau khi qua đời, tro hoả táng Rákosi Mátyás được bí mật đem về nước Cộng hòa Nhân dân Hungary và an táng tại Nghĩa trang Farkasrét ở thủ đô Budapest.